# Chronologie de la Terre
Pour la chronologie générale, voir Histoire et chronologie de l'Univers.
Cette chronologie de la Terre présente les évènements géologiques, paléoclimatiques et paléontologiques majeurs qui se sont produits depuis la formation de la Terre jusqu'à l'apparition d'Homo sapiens. Les temps sont indiqués en milliards d'années (Ga) et millions d'années (Ma).

## Datation des archives géologiques
Les archives géologiques se composent des strates, ou couches, de roches présentes dans la croûte terrestre. La science géologique s'intéresse particulièrement à l'âge et à l'origine de ces différentes formations rocheuses, dans le but de reconstituer la genèse et l'histoire de la Terre. Cette démarche vise à comprendre les forces géologiques qui ont agi sur notre planète au fil du temps. L'échelle des temps géologiques, utilisée pour attribuer les évènements clés de l'histoire de la planète, s'étend de son origine (il y a environ 4,54 milliards d'années) jusqu'à nos jours.
La datation radiométrique est une méthode qui mesure la désintégration constante des éléments radioactifs présents dans un objet, permettant ainsi d'en déterminer l'âge. Cette technique est largement utilisée pour dater les archives géologiques de la planète. Bien que la théorie sous-jacente soit complexe, elle repose essentiellement sur le processus de désintégration des éléments radioactifs au sein d'un matériau, aboutissant à la formation d'isotopes pour chaque élément chimique.
La stratigraphie repose sur l'hypothèse que les couches rocheuses se forment de manière stratifiée selon leur âge, les strates les plus anciennes étant situées en dessous des plus récentes. Cette conception constitue le fondement de la stratigraphie.
À partir du Cambrien, l'âge des couches géologiques peut être estimé par l'analyse des fossiles, qui sont les vestiges de formes de vie anciennes préservés dans la roche. Ces fossiles se forment à toutes les époques, permettant ainsi l'élaboration d'un savoir plus ou moins continu. Les limites temporelles attribuées aux ères, périodes et époques géologiques correspondent souvent à des ruptures majeures telles que des extinctions de masse, comme par exemple l'extinction Crétacé-Paléogène, il y a 66 millions d'années.

## Le premier système solaire
Au début de l'histoire du système solaire, le Soleil, les planétésimaux et les planètes joviennes se sont formés. Le système solaire interne s'est agrégé plus lentement que l'extérieur, ce qui fait que les planètes telluriques dont la Terre (et la Lune) n'étaient pas encore apparues.
- c. 4 570 Ma – Une explosion de supernova, connue sous le nom de supernova primitive, ensemence notre voisinage galactique avec des éléments lourds (qui seront incorporés à la Terre) et entraînera une onde de choc dans une région dense de la Voie lactée. Les inclusions riches en Ca-Al, qui se sont formées 2 millions d'années avant les chondres[1], sont une signature clé d'une explosion de supernova.
- c. 4 567 ± 3 Ma – Effondrement rapide du nuage moléculaire d'hydrogène, formant une étoile de population I de troisième génération, le Soleil, dans une région de la zone habitable galactique (ZHG), à environ 25 000 années lumière du centre de la Voie lactée.
- c. 4 566 ± 2 Ma – Un disque protoplanétaire (à partir duquel la Terre s'agrègera) émerge autour du jeune Soleil, qui est dans son stade T Tauri.
- c. 4 560–4 550 Ma – La proto-terre se forme à la limite externe et plus froide de la zone habitable du système solaire. À ce stade, la constante solaire du Soleil n'était qu'environ 73 % de sa valeur actuelle, mais de l'eau liquide aurait pu exister à la surface de la Proto-Terre, probablement en raison du réchauffement par effet de serre dû aux niveaux élevés de méthane et de dioxyde de carbone présents dans l'atmosphère. La première phase de bombardement commence : comme le voisinage solaire regorge de gros planétoïdes et de débris, la Terre subit un certain nombre d'impacts géants qui contribuent à augmenter sa taille globale.

## Suréon précambrien
- c. 4 533 Ma – Le Précambrien (jusqu'à environ 541 Ma[2]), maintenant qualifié de « superéon » mais autrefois d'une ère, est divisé en trois intervalles de temps géologiques appelés éons : Hadéen, Archéen et Protérozoïque. Ces deux dernières sont subdivisées en plusieurs ères telles que définies actuellement. Au total, le Précambrien représente environ 85 % de la période géologique depuis la formation de la Terre jusqu'au moment où les créatures ont développé pour la première fois des exosquelettes (c'est-à-dire des parties externes dures) et ont ainsi laissé d'abondants restes fossiles.

## Éon hadéen
- c. 4 533 Ma – L'éon Hadéen, le superéon précambrien et l'ère cryptique non officielle commencent avec la formation du système Terre-Lune, à la suite d'une collision brutale supposée entre la proto-Terre et l'hypothétique protoplanète Theia (la Terre était considérablement plus petite qu'aujourd'hui, avant cet impact). Cet impact a vaporisé une grande partie de la croûte et envoyé des matériaux en orbite autour de la Terre, qui ont formé des anneaux, semblables à ceux de Saturne, pendant quelques millions d'années, jusqu'à ce qu'ils s'aggrègent pour constituer la Lune. La période pré-nectarienne de la géologie lunaire commence. La Terre était recouverte par un océan magmatique profond de 200 km résultant de l'énergie d'impact de ce planétésimal et d'autres planétésimaux au début de la phase de bombardement, et de l'énergie libérée par la formation du noyau planétaire. Le dégazage des roches crustales donne à la Terre une atmosphère réductrice de méthane, d'azote, d'hydrogène, d'ammoniac et de vapeur d'eau, avec des quantités moindres de sulfure d'hydrogène, de monoxyde de carbone, puis de dioxyde de carbone. Avec un dégazage total supérieur à 1 000–1 500 K, l'azote et l'ammoniac deviennent des constituants minoritaires et des quantités comparables de méthane, de monoxyde de carbone, de dioxyde de carbone, de vapeur d'eau et d'hydrogène sont libérées.
- c. 4 500 Ma – Le Soleil entre dans la séquence principale : un vent solaire balaie le système Terre-Lune des débris (principalement de la poussière et du gaz). Fin de la première phase de bombardement. L'ère des groupes de bassins commence sur Terre.
- c. 4 450 Ma – 100 millions d'années après la formation de la Lune, la première croûte lunaire, formée d'anorthosite lunaire, se différencie des magmas inférieurs. La première croûte terrestre se forme probablement de la même manière à partir d'un matériau similaire. Sur Terre commence la période pluviale, au cours de laquelle la croûte terrestre se refroidit suffisamment pour permettre la formation des océans.
- c. 4 404 Ma – Premier minéral connu, trouvé à Jack Hills en Australie occidentale. Les zircons détritiques montrent la présence d'une croûte solide et d'eau liquide. Date la plus tardive possible pour la formation d'une atmosphère secondaire, produite par le dégazage de la croûte terrestre, renforcée par de l'eau et éventuellement des composés organiques apportés lors d'impacts de comètes et des chondrites carbonées (dont le type CI qui s'est révélé riche en un certain nombre d'acides aminés et d'hydrocarbures aromatiques polycycliques (HAP)).
- c. 4 300 Ma – L'ère nectarienne commence sur Terre.
- c. 4 250 Ma – Les premières preuves de vie, basées sur des quantités inhabituellement élevées d'isotopes légers du carbone, un signe courant de vie, trouvées dans les plus anciens gisements minéraux de la Terre situés dans les Jack Hills d'Australie-Occidentale[3].
- c. 4 100 Ma – Le début de l'ère imbrienne commence sur Terre. Grand bombardement tardif de la Lune (et probablement aussi de la Terre) par des bolides et des astéroïdes, produit peut-être par la migration planétaire de Neptune dans la ceinture de Kuiper à la suite de résonances orbitales entre Jupiter et Saturne. Des « restes de vie biotique » ont été découverts dans des roches vieilles de 4,1 milliards d'années en Australie-occidentale[4],[5]. Selon l'un des chercheurs, « Si la vie est apparue relativement rapidement sur Terre… alors elle pourrait être courante dans l'univers »[4].

## Éon archéen

### Ère Éoarchéenne
- c. 4 031 Ma – Début de l'éon archéen et de l'ère éoarchéenne. Première apparition possible de l'activité tectonique des plaques dans la croûte terrestre, car des structures de plaques pourraient avoir commencé à apparaître. Début possible de l'orogenèse des monts Napier. Les forces de failles et de plissements créent les premières roches métamorphiques. Origines de la vie.
- c. 4 030 Ma – Acasta Gneiss des Territoires du Nord-Ouest, Canada, première roche la plus ancienne connue ou agrégat de minéraux.
- c. 3 930 Ma – Début de la stabilisation possible du Bouclier canadien.
- c. 3 920–3 850 Ma – Phase finale du bombardement lourd tardif.
- c. 3 850 Ma – L'apatite du Groenland montre des signes d'enrichissement en 12C, caractéristique de la présence de vie photosynthétique[6].
- c. 3 850 Ma – Preuve de vie : le graphite de l'île Akilia au large de l'ouest du Groenland contient des traces de kérogène, d'un type compatible avec la photosynthèse[réf. nécessaire].
- c. 3 800 Ma – Les plus anciennes formations de fer rubanées découvertes[7]. Les premières masses continentales complètes ou cratons, formées de blocs de granite, apparaissent sur Terre. Apparition d'une activité ignée felsique initiale sur la bordure orientale du craton de l'Antarctique alors que la première grande masse continentale commence à fusionner. Le craton d'Europe de l'Est commence à se former – les premiers rochers du Bouclier ukrainien et du massif de Voronej sont posés
- c. 3 750 Ma – Formation de la Ceinture de roches vertes de Nuvvuagittuq.
- c. 3 700 Ma – Du graphite biogénique découvert dans des roches métasédimentaires vieilles de 3,7 milliards d'années découvertes dans le Groenland-Occidental[8]. Début de la stabilisation du Craton du Kaapvaal : dépôt d'anciens gneiss tonaltiques.

### Ère paléoarchéenne
- c. 3 600 Ma – Début de l'ère paléoarchéenne. Assemblage possible du supercontinent Vaalbara ; les cratons les plus anciens de la Terre (comme le Bouclier canadien, le craton d'Europe de l'Est et le Kaapvaal) commencent à se développer à la suite de perturbations crustales le long des continents fusionnant dans Vaalbara – Le craton de Pilbara se stabilise. Formation de la ceinture de roches vertes de Barberton : soulèvements des montagnes de Makhonjwa à l'extrémité orientale du Craton du Kaapvaal, les plus anciennes montagnes d'Afrique – zone appelée « genèse de la vie » pour la préservation exceptionnelle des fossiles. Le terrane de Gneiss de Narryer se stabilise : ces gneiss deviennent le « substrat rocheux » de la formation du craton de Yilgarn en Australie – connu pour la survie des Jack Hills où le minéral le plus ancien, un zircon, a été découvert.
- c. 3 500 Ma – Vie du Dernier ancêtre commun universel : la séparation entre les bactéries et les archées se produit lorsque « l'arbre de vie » commence à se ramifier – des variétés d'eubactéries commencent à rayonner à l'échelle mondiale. Fossiles ressemblant à des cyanobactéries, trouvés à Warrawoona, Australie occidentale[réf. nécessaire].
- c. 3 480 Ma – Fossiles de tapis microbien découverts dans du grès vieux de 3,48 milliards d'années découverts en Australie occidentale[9],[10]. Première apparition d'organismes stromatolitiques qui se développent aux interfaces entre différents types de matériaux, principalement sur des surfaces immergées ou humides.
- c. 3 460 Ma – Fossiles de bactéries dans la chaille[réf. nécessaire]. Le craton du Zimbabwe se stabilise à partir de la suture de deux blocs crustaux plus petits, le segment de Tokwe au sud et le segment de Rhodesdale ou gneiss de Rhodesdale au nord.
- c. 3 400 Ma – Onze taxons de procaryotes sont probablement conservés dans l'Apex Chert du craton de Pilbara en Australie. Parce que la chaille est un matériau microcristallin, cryptocristallin ou microfibreux riche en silice à grains fins, elle préserve assez bien les petits fossiles. La stabilisation du Bouclier Baltique commence.
- c. 3 340 Ma – Le Dôme de Johannesburg se forme en Afrique du Sud : situé dans la partie centrale du craton de Kaapvaal et constitué de roches granitiques trondhjémitiques et tonalitiques intrusées dans des roches vertes mafiques-ultramafiques – la phase granitoïde la plus ancienne reconnue à ce jour.
- c. 3 300 Ma – Début de la tectonique de compression. Intrusion de plutons granitiques sur le craton de Kaapvaal.
- c. 3 260 Ma – L'un des événements d'impact les plus importants enregistrés se produit près de la ceinture de roches vertes de Barberton, lorsque l'impact d'un astéroïde de 58 kilomètres de diamètre laisse un cratère à près de 480 kilomètres de diamètre deux fois et demie plus grand que le Cratère de Chicxulub[11].

### Ère mésoarchéenne
- c. 3 200 Ma – Début de l'ère mésoarchéenne. La Série Onverwacht qui se forme en Afrique du Sud contient certains des microfossiles les plus anciens, principalement des corps ressemblant à des algues sphéroïdales et carbonées.
- c. 3 200–2 600 Ma – Assemblage du supercontinent Ur pour couvrir entre 12 et 16 % de la croûte continentale actuelle. Formation de la ceinture du Limpopo.
- c. 3 100 Ma – Formation de figuier : deuxième série de fossilisations dont Archaeosphaeroides barbertonensis et Eobacterium. Des ceintures de gneiss et de roches vertes du Bouclier Baltique se trouvent dans la péninsule de Kola, en Carélie et dans le nord-est de la Finlande.
- c. 3 000 Ma – Orogenèse de Humboldt en Antarctique : formation possible des monts Humboldt dans la Terre de la Reine Maud. Les cyanobactéries photosynthétiques évoluent ; elles utilisent l'eau comme agent réducteur, produisant ainsi de l'oxygène comme déchet. L'oxygène oxyde initialement le fer dissous dans les océans, créant ainsi du minerai de fer – avec le temps, la concentration d'oxygène dans l'atmosphère augmente lentement, agissant comme un poison pour de nombreuses bactéries. Comme la Lune est encore très proche de la Terre et provoque des marées de 305 m de hauteur[réf. nécessaire], la Terre est continuellement secouée par des vents de force ouragan – On pense que ces influences de mélange extrêmes stimulent les processus évolutifs. Montée des stromatolithes : les tapis microbiens réussissent à former les premières communautés de construction de récifs sur Terre dans les zones de bassins de marée chauds et peu profonds (jusqu'à 1,5 Ga). Formation d'un craton de Tanzanie.
- c. 2 940 Ma – Le craton de Yilgarn, en Australie occidentale, se forme par accrétion d'une multitude de blocs ou terranes autrefois présents de la croûte continentale existante.
- c. 2 900 Ma – Assemblage du supercontinent Kenorland, basé sur le noyau du Bouclier scandinave, formé vers 3 100 Ma. Le Terrane Gneiss de Narryer (dont les Jack Hills) d'Australie occidentale subit un métamorphisme important.

### Ère néoarchéenne
- c. 2 800 Ma – Début de l'ère néoarchéenne. Rupture du Vaalbara : rupture du supercontinent Ur qui devient une partie du supercontinent majeur Kenorland. Les cratons du Kaapvaal et du Zimbabwe se rejoignent.
- c. 2 770 Ma – Formation du bassin Hamersley sur la marge sud du craton de Pilbara – dernier environnement sous-marin-fluviatile stable entre le Yilgarn et le Pilbara avant le morcèlement, la contraction et l'assemblage du complexe intracratonique de Gascoyne.
- c. 2 750 Ma – La ceinture de roches vertes de Renosterkoppies se forme à la limite nord du craton de Kaapvaal.
- c. 2 736 Ma – Formation de la ceinture de roches vertes de Temagami à Temagami, Ontario, Canada.
- c. 2 707 Ma – Le complexe de la mégacaldeira de Blake River commence à se former dans l'Ontario et le Québec actuels – premier supervolcan précambrien connu – la première phase aboutit à la création de 8 km de long, 40 km de large, direction est-ouest Misema Caldera * – coalescence d'au moins deux grands volcans boucliers mafiques.
- c. 2 705 Ma – Éruption majeure de komatiite, peut-être mondiale  – possible événement de renversement du manteau.
- c. 2 704 Ma – Complexe Blake River Megacaldera : la deuxième phase aboutit à la création de 30 km de long, 15 km de large, orientée nord-ouest-sud-est New Senator Caldera – d'épaisses séquences mafiques massives qui ont été déduites comme étant un lac de lave subaquatique.
- c. 2 700 Ma – Découverte de biomarqueurs de cyanobactéries, ainsi que de stéranes (stérols du cholestérol), associés à des films d'eucaryotes, dans des schistes situés sous des lits d'hématite de formation de fer rubanée, dans la chaîne Hamersley, Australie-Occidentale[12], les rapports isotopiques du soufre asymétriques trouvés dans les pyrites montrent une légère augmentation de la concentration en oxygène dans l'atmosphère[13]. La caldeira du lac Sturgeon se forme dans la ceinture de roches vertes de Wabigoon – contient une chaîne homoclinale bien préservée de faciès de schistes verts, des couches intrusives, volcaniques et sédimentaires métamorphisées (la coulée pyroclastique de Mattabi est considérée comme le troisième événement éruptif le plus volumineux) ; les stromatolites de la séries Bulawayo au Zimbabwe se forment – première communauté récifale vérifiée sur Terre.

- c. 2 696 Ma – Complexe de la mégacaldeira de la rivière Blake : la troisième phase d'activité construit la caldeira Noranda classique d'orientation est-nord-est qui contient une succession de 7 à 9 km d'épaisseur de roches mafiques et felsiques entrées en éruption au cours de cinq séries majeures d'activité. La ceinture de roches vertes de l'Abitibi, dans l'Ontario et le Québec actuels, commence à se former : considérée comme la plus grande série de ceintures de roches vertes archéennes au monde, elle semble représenter une série de souterrains charriés.
- c. 2 690 Ma – Formation de granulites à haute pression dans la région centrale du Limpopo.
- c. 2 650 Ma – Orogenèse Insell : apparition d'un événement tectonothermique discret de très haute qualité (un événement métamorphique UHT).
- c. 2 600 Ma – La plus ancienne plate-forme carbonatée géante connue. La saturation en oxygène des sédiments océaniques est atteinte alors que l'oxygène commence à apparaître de façon spectaculaire dans l'atmosphère terrestre.

## Éon protérozoïque

### Ère paléoprotérozoïque
Le Paléoprotérozoïque (d'environ 2 500 à 1 600 Ma) a vu le développement des premiers eucaryotes, organismes unicellulaires à noyau, et les premières traces d'organismes multicellulaires (groupe fossile de Franceville).

#### Période sidérienne
- c. 2 500 Ma – Début de l'ère protérozoïque, du paléoprotérozoïque et de la période sidérienne. La saturation en oxygène des océans est atteinte : des formations de fer en bandes se forment et saturent les dépôts du fond océanique. – sans puits d'oxygène, l'atmosphère terrestre devient hautement oxygénée. Grand événement d'oxydation mené par la photosynthèse oxygénée des cyanobactéries – diverses formes d'archées et de bactéries anoxiques s'éteignent lors du premier grand événement d'extinction sur Terre. Orogenèse Algoman ou Kenoran : assemblage d'Arctica hors du Bouclier Laurentien canadien et du Craton sibérien – formation du Bouclier d'Angaran et de la province slave.
- c. 2 440 Ma – Formation du craton de Gawler en Australie.
- c. 2 400 Ma – La glaciation huronienne commence, probablement à partir de l'oxydation du méthane, gaz à effet de serre produit par l'enfouissement de sédiments organiques de photosynthétiseurs. Formation du craton de Dharwar dans le sud de l'Inde.
- c. 2 400 Ma – Le craton de Dharwar, dans le sud de l'Inde, se stabilise.

#### Période rhyacienne
- c. 2 300 Ma – Début de la période rhyacienne.
- c. 2 250 Ma – Formes du complexe igné du Bushveld : les plus grandes réserves mondiales de métaux du groupe du platine (platine, palladium, osmium, iridium, rhodium et ruthénium), ainsi que de grandes quantités de fer, d'étain, de chrome, de titane et de vanadium apparaissent – la formation du bassin du Transvaal commence.
- c. 2 200–1 800 Ma – Découverte de lits rouges continentaux, produits par le fer présent dans le grès altéré exposé à l'oxygène. L'orogenèse éburnéenne, une série d'événements tectoniques, métamorphiques et plutoniques, établissent le Bouclier d'Eglab au nord du craton d'Afrique de l'Ouest et le Bouclier de Man au sud – domaine birimien de l'Afrique de l'Ouest établi et structuré.
- c. 2 200 Ma – La teneur en fer des anciens sols fossiles montre une concentration d'oxygène pouvant atteindre 5 à 18 % des niveaux actuels[14]. Fin de l'orogenèse de Kenoran : invasion des provinces du Supérieur et des Esclaves par des dykes et des seuils basaltiques – le bras du Wyoming et du Montana de la province du Supérieur subit une intrusion de 5 km d'épaisseur de roche gabbroïque contenant de la chromite sous la forme du complexe de Stillwater.
- c. 2 100 Ma – Fin de la glaciation huronienne. Les premiers fossiles d'eucaryotes connus ont été découverts. Les premiers organismes multicellulaires sont collectivement appelés « Gabonionta » (groupe fossile de Franceville) ; orogenèse du Wopmay le long de la marge ouest du Bouclier canadien.
- c. 2 090 Ma – Orogenèse éburnéenne : le bouclier d'Eglab connaît une intrusion de pluton trondhjémitique syntectonique de sa série Chegga – la majeure partie de l'intrusion est sous la forme d'un plagioclase appelé oligoclase.
- 2,070 Ma – Orogenèse éburnéenne : l'upwelling asthénosphérique libère un grand volume de magmas post-orogéniques – des événements magmatiques réactivés à plusieurs reprises du Néoprotérozoïque au Mésozoïque.

#### Période orosirienne
- c. 2 050 Ma – Début de la période orosirienne. Orogenèse importante sur la plupart des continents.
- c. 2 023 Ma – La structure d'impact de Vredefort apparait.
- c. 2 005 Ma – Début de l'orogenèse de Glenburgh (jusqu'à environ 1 920 Ma) : le Terrane de Glenburgh, dans l'ouest de l'Australie, commence à se stabiliser pendant une période de magmatisme et de déformation granitiques importants ; le gneiss de Halway et le métamorphisme de Moogie en résultent. La supersuite de Dalgaringa (vers 1 985 Ma), comprenant des feuillets, des dykes et des veines de tonalite mésocratique et leucocratique, se stabilise.
- c. 2 000 Ma – Le petit supercontinent Atlantica se forme. Le réacteur nucléaire naturel d'Oklo du Gabon est produit par des bactéries précipitant l'uranium[15].
- c. 1900 à 880 Ma – Les formes du biote du Chaille de Gunflint fleurissent, notamment des procaryotes comme Kakabekia, Gunflintia, Animikiea et Eoastrion
- c. 1 850 Ma – Cratère de Sudbury. Les orogénèses trans-hudsonienne et pénokéenne aboutissent à la formation d”un proto-continent nord-américain : la Laurentia. Les virus bactériens (bactériophages) émergent avant ou peu après la divergence des lignées procaryotes et eucaryotes[16].
- c. 1 830 Ma – L'orogenèse du Capricorne (1,83–1,78 Ga) stabilise le complexe central et nord de Gascoyne : formation de schistes pélitiques et psammitiques connus sous le nom de métamorphiques de Morrissey et dépôt métamorphique de Pooranoo, un faciès d'amphibolite.

#### Période stathérienne
- c. 1 800 Ma – Début de la période stathérienne. Le supercontinent Columbia se forme, un de ses fragments est Nena. Les ergs les plus anciens se développent sur plusieurs cratons. L'orogenèse de Barramundi (environ 1,8 Ga) influence le bassin de MacArthur en Australie du Nord.
- c. 1 780 Ma – Orogenèse du Colorado (1,78–1,65 Ga) influence la marge sud du craton du Wyoming – collision de l'orogène du Colorado et de l'orogénèse du Trans-Hudson avec une structure de craton archéen stabilisée
- c. 1 770 Ma – L'orogenèse de Big Sky (1,77 Ga) influence le sud-ouest du Montana : collision entre les cratons de Hearne et du Wyoming
- c. 1 765 Ma – Alors que l'orogenèse de Kimban sur le continent australien ralentit, l'orogenèse de Yapun(grc) (1,765 Ga) commence à affecter le craton de Yilgarn en Australie occidentale. – formation possible de Faille de Darling, l'une des plus longues et des plus importantes d'Australie
- c. 1 760 Ma – L'orogenèse de Yavapai (1,76 1,7Ga) a un impact sur le milieu et le sud-ouest des États-Unis
- c. 1 750 Ma – Orogenèse gothique (1,75–1,5 Ga) : formation de roches plutoniques tonalitiques-granodioritiques et de volcanites calco-alcalines dans le craton d'Europe de l'Est
- c. 1 700 Ma – Stabilisation de la deuxième grande masse continentale, le bouclier des Guyanes en Amérique du Sud
- c. 1 680 Ma – Orogenèse de Mangaroon (1,68–1,62 Ga), sur le complexe de Gascoyne en Australie-Occidentale : supersuite de Durlacher, intrusion granitique comportant une ceinture nord (Minnie Creek) et sud – Granites porphyroclastiques à orthose fortement cisaillés
- c. 1 650 Ma – L'orogenèse de Kararan (1,65 Ga) soulève de grandes montagnes sur le craton de Gawler en Australie-Méridionale – formation de la chaîne Gawler, y compris la pittoresque piste Conical Hill et la cascade « Organ Pipes »

### Ère mésoprotérozoïque

#### Période calymmienne
- c. 1 600 Ma – Début de l'ère mésoprotérozoïque et de la période calymmienne. Les couvertures de plate-forme s'agrandissent. Événement orogénique majeur en Australie : l'orogenèse de l'Isan influence le bloc du mont Isa du Queensland – D'importants gisements de plomb, d'argent, de cuivre et de zinc sont découverts. L'orogenèse de Mazatzal (jusqu'à environ 1 300 Ma) influence le milieu et le sud-ouest des États-Unis : les roches précambriennes du Grand Canyon, les schistes de Vishnu et la série du Grand Canyon, se forment en établissant le sous-sol du Canyon avec des gneiss métamorphisés qui sont envahis par des granites. Le supergroupe de ceinture du Montana/Idaho/BC s'est formé dans le bassin en bordure de la Laurentia.
- c. 1 500 Ma – Le supercontinent Columbia se divise : associé à un rift continental le long de la marge ouest de la Laurentia, de l'est de l'Inde, du sud de la Baltique, du sud-est de la Sibérie, du nord-ouest de l'Afrique du Sud et du nord de la Chine. Formation de blocs de la province des Ghats en Inde. Premiers eucaryotes structurellement complexes (colonies des foraminifériens Horodyskiaens ?).

#### Période ectasienne
- c. 1 400 Ma – Début de la période ectasienne. Les couvertures de plate-forme s'agrandissent. Augmentation majeure de la diversité des Stromatolithes avec des colonies d'algues bleu-vert répandues et des récifs dominant les zones de marée des océans et des mers
- c. 1 300 Ma – Rupture du supercontinent Columbia terminée : activité magmatique anorogénique généralisée, formant des suites d'anorthosite-mangérite-charnockite-granite en Amérique du Nord, en Baltique, en Amazonie et en Chine du Nord – stabilisation du craton amazonien en Amérique du Sud. Orogenèse grenvillienne (jusqu'à environ 1 000 Ma) en Amérique du Nord : associée à l'échelle mondiale à l'assemblage du supercontinent Rodinia forme la province de Grenville dans l'est de l'Amérique du Nord – montagnes plissées de Terre-Neuve à la Caroline du Nord alors que se forme Old Rag Mountain
- c. 1 270 Ma – Emplacement de l'essaim de dykes mafiques granitiques de Mackenzie – l'un des trois douzaines d'essaims de dykes, forme la grande province ignée du Mackenzie – formation des gisements de Cooper Creek
- c. 1 250 Ma – Début de l'orogenèse sveconorvégienne (jusqu'à environ 900 Ma) : essentiellement un remaniement de la croûte précédemment formée sur le bouclier baltique
- c. 1 240 Ma – Deuxième essaim de dykes majeur, les dykes de Sudbury se forment dans le nord-est de l'Ontario autour de la zone du bassin de Sudbury

#### Période sténienne
- c. 1 200 Ma – Début de la période sténienne. Algue rouge Bangiomorpha pubescens, première preuve fossile d'un organisme à reproduction sexuée[17]. La méiose et la reproduction sexuée sont présentes chez les eucaryotes unicellulaires, et peut-être chez l'ancêtre commun de tous les eucaryotes. Supercontinent de Rodinia (1,2 Ga – 750 Ma) achevé : composé de blocs d'Amérique du Nord, d'Europe de l'Est, d'Amazonie, d'Afrique de l'Ouest, de l'Antarctique oriental, d'Australie et de Chine, le plus grand système mondial jamais formé – entouré par le Mirovia
- c. 1 100 Ma – Les premiers dinoflagellés évoluent ; photosynthétiques, certains développent des habitudes mixotrophes d'ingestion de proies. Ainsi, ils deviennent les premiers prédateurs, obligeant les acritarques à adopter des stratégies défensives et conduisant à une course ouverte aux « armements ». Les orogenèses tardives de Ruker (1,1–1 Ga) et de Nimrod (1,1 Ga) en Antarctique commencent peut-être : formation de la chaîne de montagnes Gamburtsev et des hautes terres sous-glaciaires de Vostok. Le rift de Keweenawan se déforme dans la partie centre-sud de la plaque nord-américaine – laisse derrière lui d'épaisses couches de roches qui sont exposées dans le Wisconsin, le Minnesota, l'Iowa et le Nebraska et crée une vallée de rift où se développera le futur lac Supérieur.
- c. 1 080 Ma – L'orogenèse Musgrave (environ 1,080 Ga) forme le bloc Musgrave, une ceinture d'orientation est-ouest de roches de socle granulite-gneiss – la volumineuse suite de granite de Kulgera et le complexe de Birksgate se solidifient
- c. 1 076 Ma – Orogenèse Musgrave : la grande province ignée de Warakurna se développe – intrusion du complexe Giles et de la suite de granites Winburn et dépôt du supergroupe de Bentley (y compris les volcans Tollu et Smoke Hill)
- c. 1 010 Ma – Ourasphaira giraldae : microfossiles multicellulaires à parois organiques conservés dans les schistes de la formation de Grassy Bay (Nord canadien) avec affinité fongique[18].

### Ère néoprotérozoïque

#### Période tonienne
- c. 1 000 Ma – Début de l'ère néoprotérozoïque et de la période tonienne. L'Orogenèse grenvillienne se termine. Première radiation des dinoflagellés et des acritarches épineux – l'augmentation des systèmes défensifs indique que les acritarches réagissent aux habitudes carnivores des dinoflagellés – le déclin des populations des récifs de stromatolites commence. Rodinia commence à se morceler. Premières algues vauchériennes. Orogenèse de Rayner lors de la collision de la proto-Inde et de l'Antarctique (vers 900 Ma). Traces de fossiles d'Horodyskia coloniale (vers 900 Ma) : début d'une éventuelle divergence entre les règnes animal et végétal. Stabilisation de la province de Satpura dans le nord de l'Inde. Orogenèse de Rayner (1 Ga - 900 Ma) alors que l'Inde et l'Antarctique entrent en collision
- c. 920 Ma – L'orogenèse edmundienne (environ 920–850 Ma) redéfinit le complexe de Gascoyne en réactivant des failles formées antérieurement – plissement et failles des bassins sus-jacents d'Edmund et de Collier
- c. 920 Ma – Géosynclinal d'Adélaïde posé dans le centre de l'Australie – essentiellement un complexe de rift, constitué d'une épaisse couche de roches sédimentaires et de volcanites mineures déposées sur la marge de Pâques – les calcaires, les schistes et les grès prédominent
- c. 900 Ma – Formation de Bitter Springs en Australie : en plus de l'assemblage de fossiles procaryotes, les cherts comprennent des eucaryotes avec des structures internes fantomatiques similaires aux algues vertes. – première apparition de Glenobotrydion (900–720 Ma), parmi les premières plantes sur Terre
- c. 830 Ma – Un rift se développe sur Rodinia entre les masses continentales de l'Australie, de l'est de l'Antarctique, de l'Inde, du Congo et du Kalahari d'un côté et les cratons de Laurentia, de Baltica, d'Amazonie, d'Afrique de l'Ouest et du Rio de la Plata de l'autre. – formation de l'Océan Adamastor.
- c. 800 Ma – Avec des niveaux d'oxygène libre beaucoup plus élevés, le cycle du carbone est perturbé et la glaciation redevient sévère. – début du deuxième événement "Terre boule de neige".
- c. 750 Ma – Les premiers protozoaires apparaissent : à mesure que des créatures comme la paramécie, les amoeba et le Melanocyrillium évoluent, les premières cellules semblant animales se distinguent des plantes. – montée en puissance des organismes herbivores (qui se nourrissent de plantes) dans la chaîne alimentaire. Premier animal ressemblant à une éponge : semblable au premier foraminifère vivant en colonie, Horodyskia, les premiers ancêtres des éponges étaient des cellules coloniales qui faisaient circuler des sources de nourriture en utilisant des flagelles dans leur œsophage pour y être digérées. Formation de Kaigas (environ 750 Ma) : on a d'abord pensé qu'il s'agissait d'une glaciation majeure de la Terre, cependant, cela a été réfuté[19].

#### Période cryogénienne
- c. 720 Ma – Début de la période cryogénienne, pendant laquelle la Terre gèle (Terre boule de neige) au moins 3 fois. La glaciation sturtienne poursuit le processus commencé lors de Kaigas – de grandes calottes glaciaires couvrent la majeure partie de la planète, retardant le développement évolutif de la vie animale et végétale – survie basée sur de petites poches de chaleur sous la glace.
- c. 700 Ma – Les fossiles d'amibes testacées apparaissent pour la première fois : les premiers métazoaires complexes laissent des biomarqueurs non confirmés – ils introduisent une nouvelle architecture de plan corporel complexe qui permet le développement de structures internes et externes complexes. Impressions de traces de vers en Chine : parce que les « terriers » putatifs sous les monticules de stromatolites sont de largeur inégale et que leur effilement rend l'origine biologique difficile à défendre – les structures impliquent des comportements alimentaires simples. Le morcellement en rifts de Rodinia est terminé : formation du nouveau superocéan Panthalassa alors que le lit océanique précédent de Mirovia se ferme – La ceinture mobile du Mozambique se développe comme une suture entre les plaques du craton Congo-Tanzanie
- c. 660 Ma – Alors que les glaciers sturtiens se retirent, l'orogenèse cadomienne (660–540 Ma) commence sur la côte nord de l'Armorique : impliquant une ou plusieurs collisions d'arcs insulaires en marge du futur Gondwana, les terranes d'Avalonia, d'Armorique et d'Ibérie se forment.
- c. 650 Ma – Les premières Demospongiae apparaissent : forment les premiers squelettes de spicules à base de protéine spongine et de silice – aux couleurs vives, ces créatures coloniales filtrent leur alimentation car elles manquent de système nerveux, digestif ou circulatoire et se reproduisent à la fois sexuellement et asexuellement
- c. 650 Ma – Début de la dernière période de glaciation mondiale marinoenne (650–635 Ma) : événement « Terre boule de neige » le plus important, de portée mondiale et plus long – preuves provenant de gisements de diamictite en Australie-Méridionale déposées sur le géosynclinal d'Adélaïde

#### Période édiacarienne
- c. 635 Ma – Début de la période édiacarienne. Fin de la glaciation marinoenne : dernier événement majeur de type « boule de neige » alors que les futures périodes glaciaires comporteront moins de couverture globale de glace sur la planète.
- c. 633 Ma – Orogénèse de Beardmore (jusqu'à environ 620 Ma) en Antarctique : reflet de la cassure finale de Rodinia alors que des morceaux du supercontinent recommencent à se déplacer ensemble pour former Pannotia
- c. 620 Ma – L'orogenèse de Timanide (jusqu'à environ 550 Ma) affecte le nord du bouclier Baltique : la province de gneiss divisée en plusieurs segments d'orientation nord-sud présente de nombreux dépôts métasédimentaires et métavolcaniques – dernier événement orogénique majeur du Précambrien
- c. 600 Ma – Début de l'orogenèse panafricaine : bouclier arabo-nubien formé entre les plaques séparant les fragments de supercontinent Gondwana et Pannotia – le supercontinent Pannotia achevé (vers 500 Ma), bordé par les océans Iapétus et Panthalassa. L'accumulation d'oxygène atmosphérique permet la formation de la couche d'ozone : avant cela, la vie terrestre aurait probablement nécessité d'autres composés chimiques pour atténuer suffisamment le rayonnement ultraviolet pour permettre la colonisation des terres.
- c. 575 Ma – Premiers fossiles de type édiacarien.
- c. 565 Ma – Charnia, un organisme ressemblant à une fronde, évolue en premier.
- c. 560 Ma – Traces de fossiles, par exemple des terriers de vers et de petits animaux à symétrie bilatérale. Les premiers arthropodes. Les premiers champignons.
- c. 558 Ma – Dickinsonia, une grande créature en forme de disque se déplaçant lentement, apparaît pour la première fois – la découverte de molécules de graisse dans ses tissus en fait le premier véritable animal métazoaire confirmé des archives fossiles.
- c. 555 Ma – Le premier mollusque possible Kimberella apparaît.
- c. 550 Ma – Premiers possibles peignes de mer, éponges, coraux et anémones de mer.
- c. 550 Ma – Uluru ou Ayers Rock commence à se former pendant l'orogenèse de Petermann en Australie
- c. 544 Ma – La petite faune coquillière apparaît pour la première fois.

## Éon phanérozoïque

### Ère paléozoïque

#### Période cambrienne
Le Cambrien voit la grande diversification du règne animal. La plupart des embranchements actuels, ainsi que de nombreux autres embranchements aujourd'hui éteints, apparaissent au Cambrien.
- c. 541 Ma – Début du Cambrien.

#### Période ordovicienne
- c. 485,4 ± 1,9 Ma – Début de l'Ordovicien.
- c. 485 Ma – Premier poisson agnathe (sans mâchoire) – diffusion du poisson Thélodonte dans le Silurien.
- c. 460 Ma – Les premiers crinoïdes apparaissent.
- c. 450 Ma – Les microfossiles d'écailles de l'Ordovicien supérieur indiquent les premières preuves de l'existence de poissons à mâchoires ou Gnathostomata.
- c. 450 Ma – Les premières mousses et les arthropodes colonisent les terres émergées. Les requins apparaissent. Premières limules et étoiles de mer.
- c. 443,8 Ma – Extinction Ordovicien-Silurien, premières des cinq plus grandes extinctions massives.

#### Période silurienne
- c. 443,8 ± 1,5 Ma – Début du Silurien.
- c. 433 Ma – la faille de Great Glen commence à façonner les Highlands écossais alors que l'orogenèse calédonienne atteint sa fin.
- c. 430 Ma – Apparition de Cooksonia, la plus ancienne plante connue à avoir une tige avec du tissu vasculaire et qui constitue donc une forme transitionnelle entre les bryophytes primitives non vasculaires et les plantes vasculaires.
- c. 420 Ma – Une créature prend pour la première fois une bouffée d'air. Premiers poissons à nageoires rayonnées et scorpions terrestres.

#### Période dévonienne
- c. 419,2 ± 3,2 Ma – Début du Dévonien. Premiers insectes.
- c. 419 Ma – Des sédiments de vieux grès rouges commencent à se déposer dans la région de l'Atlantique Nord, notamment en Grande-Bretagne, en Irlande, en Norvège et à l'ouest, le long de la côte nord-est de l'Amérique du Nord. Il s'étend également vers le nord jusqu'au Groenland et au Svalbard.
- c. 415 Ma – Cephalaspis, un membre emblématique des Osteostraci, apparaît, le plus avancé des poissons sans mâchoire. Son armure osseuse sert de protection contre les placodermes devenus abondants et permet de vivre dans des environnements d'eau douce pauvres en calcium.
- c. 410 Ma – Premiers poissons à dents et nautiloïdes.
- c. 395 Ma – Sarcoptérygiens, ou poissons à nageoires charnues.
- c. 380 Ma - Stégocéphales, ancêtres des tétrapodes.
- c. 375 Ma – L'orogenèse acadienne commence à influencer la formation des montagnes le long de la côte atlantique de l'Amérique du Nord.
- c. 370 Ma – Extinction du Dévonien, étalée sur plusieurs millions d'années. Cladoselache, un des premiers requins. Premiers tétrapodes.
- c. 363 Ma – Les plantes vasculaires commencent à créer les premiers sols stables sur terre.
- c. 360 Ma – Premiers crabes et fougères. Le grand poisson prédateur à nageoires lobées Hyneria apparait.

#### Période carbonifère
- c. 360 Ma – Début du Carbonifère. Diversification des tétrapodes.
- c. 350 Ma – Premiers grands requins, poissons-rats et myxines.
- c. 320 Ma – Début de la glaciation du Carbonifère, qui s'étend jusqu'au Permien inférieur. Premiers amniotes.
- c. 315 Ma – Divergence entre synapsides et sauropsides.

#### Période permienne
Au cours du Permien, tous les continents fusionnent pour former le supercontinent de la Pangée, entouré par l'océan Panthalassa.
- c. 301 Ma – Début du Permien. Les plantes à graines et les conifères se diversifient ainsi que les amphibiens temnospondyles et les pélycosaures.
- c. 296 Ma – Plus ancien fossile de poulpe connu.
- c. 295 Ma – Dimetrodon apparait.
- c. 280 Ma – Les premiers cycadales (fougères) apparaissent.
- c. 275 Ma – Les premiers thérapsides apparaissent.
- c. 270 Ma – Les gorgonopsiens, prédateurs au sommet de la chaîne alimentaire du Permien supérieur, apparaissent.
- c. 252 Ma – Extinction massive de la fin du Permien, la plus sévère de toutes les extinctions massives du Phanérozoïque. Fin du Permien et du Paléozoïque.

### Ère mésozoïque

#### Période du Trias
- c. 251,9 ± 0,15 Ma – Début de l’ère mésozoïque et du Trias. La révolution marine mésozoïque commence.
- c. 245 Ma – Premiers ichtyosaures.
- c. 240 Ma – Les rhynchosaures se diversifient.
- c. 225 Ma – Les premiers dinosaures et téléostiens apparaissent.
- c. 220 Ma – Premiers suchiens et premières mouches.
- c. 215 Ma – Premières tortues. Les dinosaures sauropodes à long cou et Coelophysis, l'un des premiers dinosaures théropodes, apparaissent. Premiers mammaliaformes.
- c. 214 Ma - Plateosaurus, un sauropodomorphe basal ou « prosauropode » putatif vit dans ce qui est aujourd'hui l'Europe centrale et du nord, le Groenland et l'Amérique du Nord.
- c. 210 Ma – Premiers élasmosauridés.
- c. 201,4 Ma – L'extinction Trias-Jurassique marque la fin du Trias.

#### Période jurassique
Les plus grands dinosaures, comme Diplodocus et Brachiosaurus apparaissent durant cette période, tout comme les carnosaures. Grands dinosaures prédateurs bipèdes tels que Allosaurus. Premiers ptérosaures et sauropodes spécialisés. Les ornithischiens se diversifient. Apparition des mammifères. La Pangée se divise en deux continents majeurs : la Laurasia au nord et le Gondwana au sud.
- c. 201,4 ± 0,2 Ma – Début du Jurassique.
- c. 199 Ma – Les premiers squamates apparaissent. Les premiers lézards.
- c. 190 Ma – Les pliosaures apparaissent, ainsi que de nombreux groupes d'invertébrés marins primitifs.
- c. 176 Ma – Premiers stégosaures.
- c. 170 Ma – Les premières salamandres et tritons apparaissent. Les cynodontes disparaissent.
- c. 165 Ma – Premières raies et bivalves glycyméridés.
- c. 164 Ma – Le premier mammaliaformes planeur, volaticotherium, apparaît dans les archives fossiles.
- c. 161 Ma – Premiers cératopsiens.
- c. 155 Ma – Premiers oiseaux et triconodontes. Les stégosaures et théropodes se diversifient.
- c. 153 Ma – Premiers pins (arbres).

#### Période crétacée
- c. 145 Ma – Début du Crétacé.
- c. 145 Ma – Premières mantes.
- c. 140 Ma – Les premières araignées tisserandes d'orbes apparaissent.
- c. 130 Ma – Afrique et Amérique du Sud commencent à se séparer à mesure que l'océan Atlantique se forme. Premières plantes à fleurs. La première baudroie.
- c. 125 Ma – Sinodelphys szalayi, le premier marsupial connu, apparait en Chine.
- c. 122 Ma – Les premiers ankylosauridae.
- c. 115 Ma – Premiers monotrèmes.
- c. 110 Ma – Premières hesperornithes.
- c. 106 Ma – Spinosaurus apparait.
- c. 100 Ma – Premières abeilles.
- c. 94 Ma – Les premières espèces modernes de palmiers apparaissent. Maximum thermique du Crétacé. Premiers mosasaures.
- c. 90 Ma – le sous-continent indien se sépare de l'Afrique, devenant un continent insulaire. Les ichtyosaures et les pliosaures disparaissent. Les serpents et les tiques apparaissent.
- c. 86 Ma – Premiers hadrosauridae.
- c. 80 Ma – L'Australie se sépare de l'Antarctique et remonte vers le Nord. Premières fourmis.
- c. 75 Ma – Premiers vélociraptors.
- c. 70 Ma – Les multituberculés se diversifient.
- c. 68 Ma – Tyrannosaurus rex apparait. Espèce la plus ancienne de Triceratops. Quetzalcoatlus, l'un des plus grands animaux volants ayant jamais vécu, apparaît dans le registre fossile.
- c. 66 ± 0,011 Ma – L'extinction Crétacé-Paléogène marque la fin de l'ère mésozoïque et du Crétacé. Parmi de nombreux autres groupes, les dinosaures s'éteignent.

### Ère cénozoïque
Au début du Cénozoïque, les mammifères et les oiseaux, occupant les niches écologiques libérées par la disparition des dinosaures, connaissent une grande radiation évolutive.

#### Période paléogène
- c. 66 ± 0,011 Ma – Début de la période paléogène et de l’ère cénozoïque.
- c. 65 Ma – Apparition des Plesiadapiformes, ancêtres des primates.
- c. 63 Ma – Premiers créodontes.
- c. 62 Ma – La baisse du niveau de la mer et le retrait des mers intérieures achèvent l'émergence de l'Amérique du Nord ; Les premiers manchots apparaissent – le genre Crossvallia, les premiers oiseaux connus adaptés à un mode de vie aquatique, aux côtés de Kupoupou apparaissent dans les archives fossiles de l'Antarctique (de la formation de Cross Valley sur l'Île Seymour) et de la Nouvelle-Zélande (formation de Takatika Grit des îles Chatham) ; Les pelagornithidae, également connus sous le nom d'oiseaux aux dents osseuses, forment un groupe imposant d'oiseaux marins, reconnaissables par la présence de points ressemblant à des dents sur les bords de leur bec. Leur apparition initiale est caractérisée par ces pseudo-dents qui, contrairement à de véritables dents, ne semblent pas posséder des arêtes coupantes ou des bords dentelés spécialisés. Ces structures étaient davantage utilisées pour saisir la proie en vue de l'ingérer entièrement, et elles étaient adaptées à des organismes à corps mou tels que les céphalopodes.
- c. 60 Ma – Les oiseaux coureurs se diversifient.
- c. 56 Ma – Maximum thermique du passage Paléocène-Éocène. Gastornis apparait.
- c. 55 Ma – De nombreux groupes d’oiseaux modernes apparaissent. Premiers ancêtres des cétacés. Premiers primates, rongeurs, lagomorphes, tatous, siréniens, proboscidiens, périssodactyles, artiodactyles et requins mako. Les angiospermes se diversifient.
- c. 52,5 Ma – Premiers passereaux (perchés).
- c. 52 Ma – Premières chauves-souris.
- c. 50 Ma – Optimum climatique de l'Éocène. L'Afrique entre en collision avec l'Eurasie, fermant provisoirement la mer de Téthys. Les premiers haplorrhiniens, ancêtres des tarsiers, apparaissent. Les brontothéridés, les tapirs et les rhinocéros apparaissent.
- c. 49 Ma – Les archéocètes se diversifient.
- c. 45 Ma – Apparition des premiers singes en Chine. Au sein des carnivores, divergence des féliformes et des caniformes. Les camélidés apparaissent en Amérique du Nord.
- c. 40 Ma – Les premiers canidés apparaissent.
- c. 38 Ma – Divergence présumée entre les singes platyrrhiniens du Nouveau Monde et les singes catarrhiniens de l'Ancien Monde. Les insectes lépidoptères deviennent discernables. Gastornis disparaît. Le basilosaure apparait.
- c. 37 Ma – Premiers nmravidés.
- c. 35 Ma – Les prairies d'herbe apparaissent. Les glyptodons, les paresseux terrestres, les pécaris, les aigles et les faucons apparaissent.
- c. 34 Ma – Formation des trapps d'Éthiopie, plus grosses éruptions volcaniques depuis les trapps du Deccan.
- c. 33,9 Ma – Grande Coupure - Fin de l'Éocène, début de l'époque oligocène. Chute des températures.
- c. 33 Ma – L'Inde insulaire entre en collision avec l'Asie, soulevant l'Himalaya et le plateau tibétain. L’Amérique du Sud se sépare de l’Antarctique pour devenir un continent insulaire. Naissance du courant circumpolaire antarctique et englacement de l'Antarctique.
- c. 33 Ma – Les premiers marsupiaux thylacinidés apparaissent.
- c. 30 Ma – Les brontothères disparaissent. Les suidés apparaissent.
- c. 28 Ma – Paraceratherium apparait. Premiers pélicans.
- c. 26 Ma – Emergence des premiers vrais éléphants.
- c. 25 Ma – Premier cerf. Premier félidé connu.
- c. 24 Ma – Premiers pinnipèdes (phoques, otaries, morses). Premier Hominoidea connu.

#### Période néogène
- c. 23,03 Ma – Début de la période néogène et de l’époque miocène.
- c. 22 Ma – Premières hyènes.
- c. 21 Ma – Collision de la plaque arabo-africaine et de la plaque eurasiatique. Formation de la mer Méditerranée.
- c. 20 Ma – Les girafes et les fourmiliers géants apparaissent. Divergence des Hominidae en Afrique et des Hylobatidae en Asie (plus grands singes contre gibbons).
- c. 16 Ma – L'hippopotame apparait. Divergence des Homininae en Europe et des Ponginae en Asie.
- c. 15 Ma – Optimum climatique du Miocène. Premiers mastodontes, bovidés et kangourous. La mégafaune australienne se diversifie.
- c. 11 Ma – Date estimée de l'origine du fleuve Yangtsé moderne.
- c. 10 Ma – Les insectes se diversifient. Premiers grands chevaux. Les chameaux traversent de l'Amérique vers l'Asie.
- c. 7 Ma – Apparition des Hominina en Afrique, avec Toumaï.
- c. 6 Ma – Orrorin tugenensis, au Kenya, est lui aussi bipède.
- c. 5,96–5,33 Ma – Crise de salinité messinienne : le précurseur de l'actuel détroit de Gibraltar se ferme à plusieurs reprises, entraînant un assèchement total ou partiel de la mer Méditerranée.
- c. 5,8 Ma – Apparition du genre Ardipithecus
- c. 5,33 Ma – Transgression zancléenne : le détroit de Gibraltar s'ouvre pour la dernière fois et les eaux de l'Atlantique remplissent à nouveau le bassin de la mer Méditerranée. Le profond canyon creusé par le Nil lors de la crise de salinité messinienne est rempli d'eau de mer au moins jusqu'à Assouan. Le Nil moderne commence à remplir ce bras de mer de sédiments, créant lentement la vallée du Nil.
- c. 5,33 Ma – L’époque du Pliocène commence. Premiers paresseux arboricoles. Premiers grands vautours. Les Nimravidés disparaissent.
- c. 5,0 Ma – Le plateau du Colorado atteint sa hauteur actuelle et le cours du fleuve Colorado se rapproche de celui actuel.
- c. 4,8 Ma – Le mammouth apparaît.
- c. 4,2 Ma – Apparition du genre Australopithecus.
- c. 4 Ma – Premiers zèbres.
- c. 2,9 Ma – L'isthme de Panama relie l'Amérique du Nord et l'Amérique du Sud, donnant lieu au Grand échange faunique interaméricain. Les Felidae, les condors, les ratons laveurs et les camélidés se déplacent vers le sud ; les tatous, les paresseux terrestres, les colibris et les opossums se déplacent vers le nord.
- c. 2,8 Ma – Expansion en Eurasie d'Hominina indéterminés, à Masol (2,8 Ma, Inde) et à Wushan (2,5 Ma, Chine).
- c. 2,7 Ma – Les Paranthropes apparaissent en Afrique.
- c. 2,6 Ma – Début des glaciations quaternaires.

#### Période quaternaire
- c. 2,59 Ma – début de la période quaternaire et de l’époque du Pléistocène. Émergence du genre Homo en Afrique. Smilodon, le plus connu des félins à dents de sabre, apparait.
- c. 2,4 Ma – Le fleuve Amazone trace son lit actuel en Amérique du Sud.
- c. 2,0–1,5 Ma – Le bassin du fleuve Congo investit son lit actuel.
- c. 2 Ma – Plus anciens fossiles connus d'Homo ergaster en Afrique. Australopithecus sediba, dernier australopithèque connu, trouvé en Afrique du Sud.
- c. 1,77 Ma – Plus anciens fossiles humains trouvés hors d'Afrique avec Homo georgicus, à Dmanissi, en Géorgie.
- c. 1,63 Ma – Plus ancien fossile connu d'Homo erectus en Chine.
- c. 1,5 Ma - Premières traces possibles de l'usage ponctuel du feu par Homo ergaster en Afrique.
- c. 1,25 Ma – Fossiles humains de la Sima del Elefante en Espagne. Les Paranthropes disparaissent en Afrique.
- c. 0,79 Ma - Premiers foyers démontrant la domestication du feu au Pont des Filles de Jacob (site paléolithique), en Israël.
- c. 0,774 Ma – Dernière inversion du champ magnétique terrestre. Début du Pléistocène moyen.
- c. 0,7 Ma - Séparation présumée des lignées menant à l'Homme de Néandertal en Europe et à Homo sapiens en Afrique.
- c. 0,64 Ma – La Caldeira de Yellowstone entre en éruption.
- c. 0,61 Ma – Premiers Homo heidelbergensis en Europe, avec la mandibule de Mauer en Allemagne.
- c. 0,5 Ma – Premiers ours bruns.
- c. 0,43 Ma – Plus anciens fossiles connus de l'Homme de Néandertal, trouvés dans la Sima de los Huesos, en Espagne.
- c. 0,3 Ma – Plus anciens fossiles connus d'Homo sapiens, trouvés à Djebel Irhoud, au Maroc.

## Étymologie des noms d'époque
| Période     | Début         | racines                     | Sens                 | Origine du nom |
| ----------- | ------------- | --------------------------- | -------------------- | --- |
| Siderian    | c. 2 500 Ma   | Grec ancien sideros         | fer                  | cf Formation ferrifère rubanée |
| Rhyacien    | c. 2 300 Ma   | (grc) rhyax                 | Coulée de Lave       | Grosse coulée de lave |
| Orosirien   | c. 2 050 Ma   | (grc) oroseira              | Chaîne de montagnes  | Beaucoup d'orogenèse dans la seconde moitié de cette période                                                                                                |
| Statherian  | c. 1 800 Ma   | (grc) statheros             | Constant             | Continents sont devenus stables : cratons |
| Calymmien   | c. 1 600 Ma   | (grc) calymma               | Couche               | plate-forme se développe ou s'étend |
| Ectasien    | c. 1 400 Ma   | (grc) ectasis               | Extension            | plate-form s'étend |
| Sténien     | c. 1 200 Ma   | (grc) stenos                | Étroit               | Beaucoup d'orogenèse, qui survit sous forme de ceintures étroites métamorphiques                                                                            |
| Tonien      | c. 1 000 Ma   | (grc) tonos                 | Extensible           | La croûte continentale s'est étirée lorsque la Rodinia s'est brisée                                                                                         |
| Cryogénien  | c. 720 Ma     | (grc) Cryogénie             | Fabrication du froid | Pendant cette période, toute la Terre gêle |
| Édiacarien  | c. 635 Ma     | Collines Ediacara           | Sol rocheux          | Endroit d'Australie où les fossiles de la faune de l'Édiacarien ont été trouvés                                                                             |
| Cambrien    | c. 538,8 Ma   | Latin Cambria               | Pays de Galles       | Ref. à la localité de Grande-Bretagne où les roches sont le mieux exposées                                                                                  |
| Ordovicien  | c. 485,4 Ma   | Langues celtiques Ordovices |                      | Tribu du nord du Pays de Galles, où les roches ont été identifiées pour la première fois                                                                    |
| Silurien    | c. 443,8 Ma   | Silures                     |                      | Tribu celte du sud du Pays de Galles, où les roches ont été identifiées pour la première fois                                                               |
| Dévonien    | c. 419,2 Ma   | Devon                       |                      | Comté en Angleterre dans lequel les roches de cette période ont été identifiées pour la première fois                                                       |
| Carbonifère | c. 358,9 Ma   | (la) carbo                  | Charbon              | Gisements mondiaux de charbon ont été formés au cours de cette période                                                                                      |
| Permien     | c. 298,9 Ma   | Kraï de Perm                |                      | Région de Russie où les roches de cette période ont été identifiées pour la première fois                                                                   |
| Trias       | c. 251,902 Ma | (la) trias                  | Triade               | En Allemagne, cette période forme trois couches distinctes                                                                                                  |
| Jurassique  | c. 201,4 Ma   | Massif du Jura              |                      | Chaîne de montagnes dans laquelle des roches de cette période ont été identifiées pour la première fois                                                     |
| Crétacé     | c. 145 Ma     | (la) creta                  | Craie                | Principale période de formation de craie |
| Paléogène   | c. 66 Ma      | (grc) palaiogenos           | Ancienne naissance   | |
| Néogène     | c. 23,03 Ma   | (grc) neogenos              | Nouvelle naissance   | |
| Quaternaire | c. 2,58 Ma    | (la) quaternarius           | Quatrième            | Celle-ci était initialement considérée comme la « quatrième » période après les périodes désormais obsolètes « primaire », « secondaire » et « tertiaire ». |